# 喀麥隆非鯽
喀麥隆非鯽（学名：Coptodon camerunensis），為輻鰭魚綱䲁形目麗魚科叉齒非鯽屬的其中一種，被IUCN列為易危保育類動物，其种加词“camerunensis”意为“喀麦隆的”。分布於非洲喀麥隆 Meme、Mungo及Wouri河流域，體長可達13.6公分，棲息在底層水域，生活習性不明。